# Khama III.

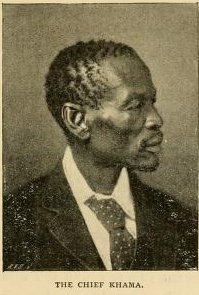
Khama III.

Khama III. (* um 1837 in Mashu; † 21. Februar 1923 in Serowe) war ein traditioneller Herrscher (Setswana: kgosikgolo) der Bamangwato in Bechuanaland, dem heutigen Botswana. 

## Leben
Khama III. wuchs in Shoshong auf. Seine Eltern waren der Herrscher Sekgoma I. und dessen Frau Keamogetse. Er kämpfte gegen seinen Vater um die Vorherrschaft und regierte von 1872 bis 1873 und schließlich ab 1875. Sein Regierungssitz blieb vorerst Shoshong. Seine erste Frau war Elizabeth MmaBessie, auch Elisabeta Gobitsamang Khama (1846–1889), mit der er unter anderem den Sohn Sekgoma hatte, der als Sekgoma II. sein Nachfolger werden sollte. Wegen politischer Differenzen schickte Khama ihn 1898 ins Exil nach Lephephe und Nata. Erst 1920 versöhnten sie sich. 1923 starb Khama III., so dass ihm Sekgoma II. im Amt folgte.  
1877 bat er die Briten um Hilfe gegen die durchziehenden burischen Dorslandtrekker, sie wurde aber verwehrt. 1884 hieß Khama die Warren-Expedition gut, einen britischen Feldzug gegen die Buren. Er suchte gegen eindringenden Buren, deutsche Kolonialisten und andere feindliche Gruppen beim Britischen Empire um Schutz nach, so dass 1885 das Protektorat Bechuanaland entstand. Khama unterstützte die britischen Behörden, wofür sie ihm bei der Ausdehnung seines Machtbereichs halfen. 1889 wurde er von rivalisierenden Herrschern als the white man’s chief bezeichnet. Anfangs unterstützte er die British South Africa Company von Cecil Rhodes; als diese jedoch die Annexion Bechuanalands anstrebte, reiste er 1895 mit den Herrschern Bathoen I. und Sebele I. nach London, wo er erfolgreich intervenierte. Gegen Ende seines Lebens distanzierte er sich von der britischen Vorherrschaft in seinem Land.
1889 verlegte er die Hauptstadt von Shoshong nach Palapye, 1902 nach Serowe.
Khama war insgesamt vier Mal verheiratet und hatte zwei Söhne und neun Töchter. Khama III. war der erste Bamangwato-Herrscher, der den christlichen Glauben annahm. Er setzte sich im Sinne der Missionare gegen traditionelle Sitten wie die Vielehe und den Alkoholgenuss ein.

## Nachwirkungen
Der erste Präsident Botswanas, Sir Seretse Khama und der ehemalige Präsident Ian Khama sind Enkel und Urenkel Khamas III. In Serowe befindet sich das Khama III Memorial Museum.